# Bechtheim
Bechtheim là một xã thuộc huyện Alzey-Worms, bang Rheinland-Pfalz, nước Đức. Xã Bechtheim có diện tích 13,34 km².